# Hemdal, Västerås
Hemdal är en  stadsdel i det administrativa bostadsområdet Hemdal-Västmanlands sjukhus Västerås i Västerås. Området domineras av Västmanlands sjukhus, Västerås.
Förutom Västmanlands sjukhus, Västerås finns bostäder i norra delen nära Tråddragargatan och i områdets västra del nära Stockholmsvägen.
Området avgränsas av Tråddragargatan, Cedergatan, Stockholmsvägen, Hemdalsvägen och Maskinistgatan.
Området gränsar i norr mot Malmaberg, i öster till Skiljebo, i söder till Klockartorpet och i väster till Korsängsgärdet och Freja.

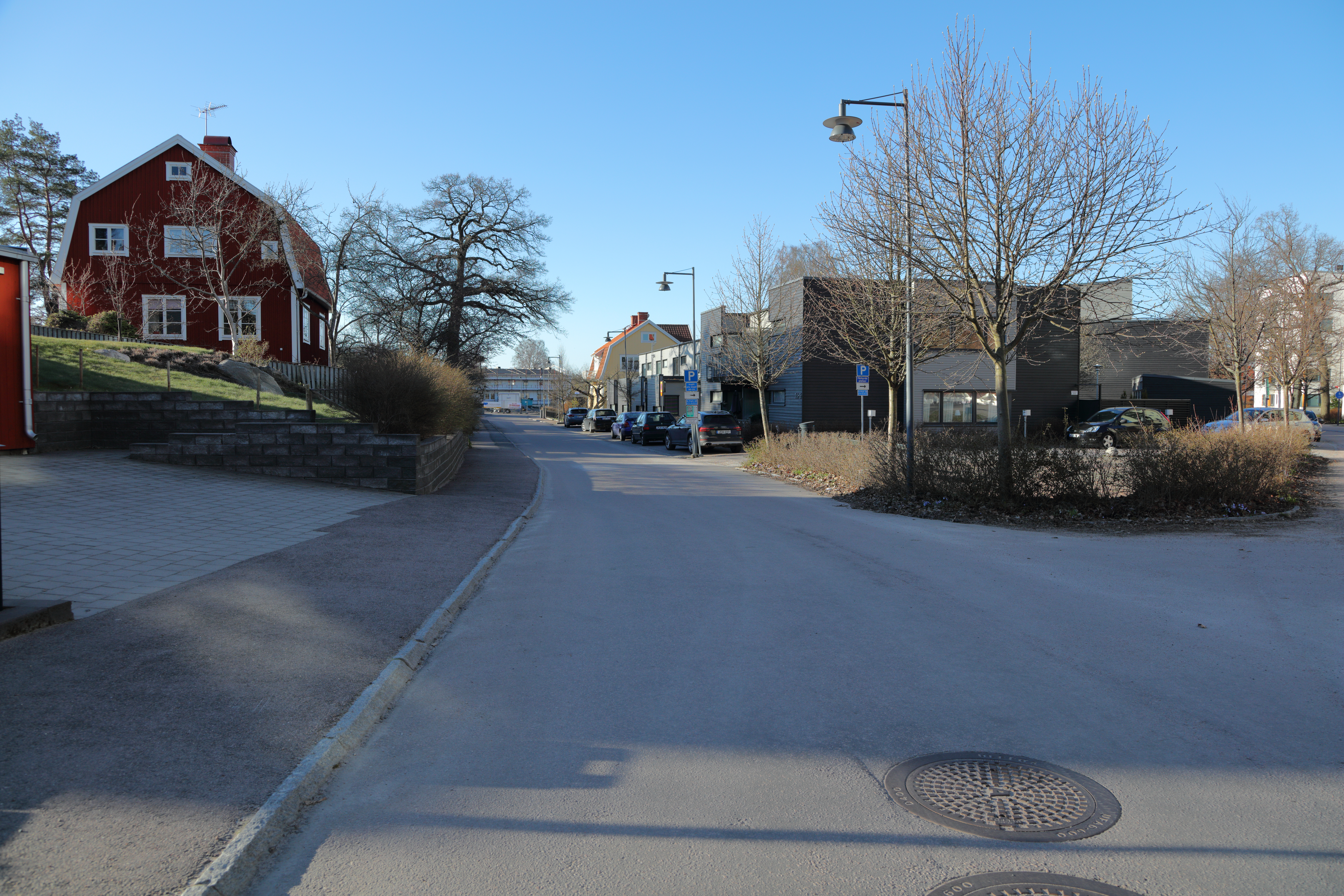
Gamla villor tillsammans med hyresrätter i form av kedjehus.